# Liste von französischen Militärfahrzeugen seit dem Zweiten Weltkrieg
Dies ist eine Liste der französischen Militärfahrzeuge, die seit dem Ende des Zweiten Weltkrieges eingesetzt wurden oder sich in Entwicklung befanden:

## Kampfpanzer

### Leichte Panzer
| Kurzbezeichnung | Bezeichnung            | Hauptbewaffnung    | Baujahre  | Stückzahl gebaut | Bemerkung          |
| --------------- | ---------------------- | ------------------ | --------- | ---------------- | ------------------ |
| M24 Light Tank  | Light Tank M24 Chaffee | 75mm Tank Gun M6   | 1944–1945 | 4.731            | US-Militärhilfe    |
| AMX 13          | Char legére AMX 13     | 75/90/105mm Kanone | 1952–1985 | 4.500            |                    |
|                 | AMX ELC                | 30/90/120mm Kanone | 1955–1961 | 1                | Prototypen-Familie |

### Mittlere Panzer
| Kurzbezeichnung | Bezeichnung                       | Hauptbewaffnung         | Baujahre  | Stückzahl gebaut | Bemerkung                         |
| --------------- | --------------------------------- | ----------------------- | --------- | ---------------- | --------------------------------- |
| M4 Sherman      | Medium Tank M4 A1 Sherman         | 75-mm-Gun M1            | 1942–     | ca. 50.000       | US-Militärhilfe                   |
| AMX 30          | Char AMX 30                       | 105-mm-CN-105 F1 (Giat) | 1966–     | 2.300            |                                   |
| AMX 30 B2       | Char AMX 30 B2                    | 105-mm-CN-105 F1 (Giat) |           |                  | Verbesserte Ausführung des AMX 30 |
| M47 Patton      | M47 Main Battle Tank              | 90-mm-Gun M36           |           |                  |                                   |
| Leclerc         | Leclerc Main Battle Tank          | 120-mm-CN 120-26/52     |           |                  |                                   |
| Leclerc         | Leclerc Series 2 Main Battle Tank | 120-mm-CN 120-26/52     |           |                  |                                   |
| AMX-32          | Char AMX-32                       | 105-mm / 120-mm Kanone  | 1979/1981 | 2 Prototypen     |                                   |
| AMX-40          | Char AMX-40                       | 120-mm-Kanone           | 1983–1987 | 4 Prototypen     |                                   |

### Schwere Panzer
| Kurzbezeichnung | Bezeichnung  | Hauptbewaffnung | Baujahre | Stückzahl gebaut | Bemerkung |
| --------------- | ------------ | --------------- | -------- | ---------------- | --------- |
|                 | AMX 50B      |                 |          |                  |           |
|                 | ARL 44       |                 |          |                  |           |
|                 | Lorraine 40t |                 |          |                  |           |

## Panzerspähwagen
| Kurzbezeichnung | Bezeichnung               | Hauptbewaffnung | Baujahre | Stückzahl gebaut | Bemerkung |
| --------------- | ------------------------- | --------------- | -------- | ---------------- | --------- |
|                 | EBR 75                    |                 |          |                  |           |
|                 | VBL (4x4)                 |                 |          |                  |           |
|                 | AMX-10 RC (Radspähpanzer) |                 |          |                  |           |
|                 | Panhard 178B              |                 | 1945–?   | 414              |           |
|                 | AML-60                    |                 |          |                  |           |
|                 | AML-90                    |                 |          |                  |           |
|                 | EBR 11                    |                 |          |                  |           |
|                 | EBR 105                   |                 |          |                  |           |
|                 | Panhard ETT               |                 |          |                  |           |
|                 | ERC 90 Sagaie             |                 |          |                  |           |
|                 | EBRC Jaguar               |                 |          |                  |           |

## Selbstfahrlafetten
| Kurzbezeichnung | Bezeichnung                      | Hauptbewaffnung      | Baujahre | Stückzahl gebaut | Bemerkung                               |
| --------------- | -------------------------------- | -------------------- | -------- | ---------------- | --------------------------------------- |
| M16             | M16 Halftrack                    |                      |          |                  | US-Militärhilfe                         |
|                 | AMX 105 (Leichte Panzerhaubitze) |                      |          |                  |                                         |
|                 | M7 Gun Motor Carriage Priest     |                      |          |                  | US-Militärhilfe                         |
|                 | M41 Howitzer Motor Carriage      |                      |          |                  |                                         |
|                 | AMX 13 Mk. F3                    |                      |          |                  |                                         |
|                 | AMX 30 EBG (Pionierpanzer)       |                      |          |                  |                                         |
|                 | GCT 155 AUF                      |                      |          |                  |                                         |
|                 | AMX 30 R Roland                  |                      |          |                  |                                         |
|                 | AMX-10 RCR SEPAR                 |                      |          |                  |                                         |
|                 | AMX-10 RC                        |                      |          |                  |                                         |
|                 | T-40 NEXTER                      |                      |          |                  |                                         |
|                 | AMX 13 D.C.A.                    |                      |          |                  | Defense Contre Avions                   |
|                 | AMX 30 D.C.A.                    |                      |          |                  | Defense Contre Avions                   |
|                 | CAESAR                           | 155 mm Haubitze L/52 |          |                  | Camion équipé d’un système d’artillerie |

## Gepanzerte Fahrzeuge
| Kurzbezeichnung | Bezeichnung                       | Ladung/Besatzung | Baujahre | Stückzahl gebaut | Bemerkung                 |
| --------------- | --------------------------------- | ---------------- | -------- | ---------------- | ------------------------- |
|                 | AMX-VTP (Schützenpanzer)          |                  |          |                  |                           |
|                 | AMX VCG (Pionierpanzer)           |                  |          |                  |                           |
|                 | AMX VCA (Munitionstransporter)    |                  |          |                  |                           |
|                 | AMX-10P (Schützenpanzer)          |                  | 1973–?   |                  |                           |
|                 | AMX-10 PC (Poste Commandement)    |                  |          |                  |                           |
|                 | VAB 4x4 (Transportpanzer)         |                  |          |                  | Verschiedene Ausführungen |
|                 | VAB 6x6 (Transportpanzer)         |                  |          |                  | Verschiedene Ausführungen |
|                 | VBCI 8x8 (Mannschaftstransporter) |                  |          |                  |                           |
|                 | VBMR                              |                  |          |                  | Geplanter Nachfolger VAB  |
|                 | AMX-VCI (Schützenpanzer)          |                  |          |                  |                           |
|                 | VBHP                              |                  |          |                  |                           |

## Radfahrzeuge
| Kurzbezeichnung | Bezeichnung                               | Ladung/Besatzung      | Baujahre  | Stückzahl gebaut | Bemerkung                                         |
| --------------- | ----------------------------------------- | --------------------- | --------- | ---------------- | ------------------------------------------------- |
|                 | Berliet GBC 8 KT 4t (6x6)                 | 4t Nutzlast           | 1958–?    | ca. 18.000       | Pritsche, Kipper oder Kofferaufbau                |
|                 | Berliet TBU 15 CLD 6t (6x6)               | 10t Kran und Winde    |           |                  | Kranwagen                                         |
|                 | Citroen Méhari                            |                       |           |                  |                                                   |
|                 | Delahaye Type 103                         | 3 Tonnen 4 Tonnen     | 1931–1941 |                  | 1350 Stück Militär-Lkw                            |
|                 | Delahaye Type 140                         | 1,5 Tonnen 2,7 Tonnen | 1935–1941 |                  | 200 Stück Militär-Lkw 1125 Stück Sanitätsfahrzeug |
|                 | Delahaye VLRD (4x4)                       |                       | 1949–1953 | ca. 9.000        |                                                   |
|                 | Dodge Command Car                         |                       |           |                  |                                                   |
|                 | GMC CCKW 353 2,5t (6x6)                   |                       |           |                  |                                                   |
|                 | Hotchkiss M 201 VLTT 0,4t (4x4)           |                       |           |                  |                                                   |
|                 | Peugeot P4 0,75t (4x4)                    |                       |           |                  |                                                   |
|                 | SUMB MH 600 BS 1,5t                       |                       |           |                  |                                                   |
|                 | Renault TRM 2000 2t (4x4)                 |                       |           |                  |                                                   |
|                 | Simca-Unic F 594 3t (4x4)                 |                       |           |                  |                                                   |
|                 | Saviem TP 3 / Renault TRM 1200 1,2t (4x4) | 6 Pers./12. Pers.     |           |                  | Sanitätsfahrzeug                                  |
|                 | Renault TRM 10000 10t (6x6)               | 10t Nutzlast          | 1985–?    |                  | Pritsche oder Kofferaufbau                        |
|                 | Renault G 290 Turbo Intercooler 10t (6x6) |                       |           |                  | Wechselladerpritsche                              |
|                 | Renault R 390 Turbo Intercooler 17t (6x4) |                       |           |                  | Sattelschlepper                                   |
|                 | EWK Gillois                               | Amphibien-Fahrzeug    |           |                  | Brücken- und Übersetzfahrzeug                     |
|                 | MFRD/F1 (4x4)                             |                       |           |                  | Erdbohrer auf Fgst Kranwagen Pinguely RTC         |
|                 | Matenin                                   |                       |           |                  | Minenverlegefahrzeug                              |
|                 | Matenin/Creusot-Loire KX 609 (4x4)        |                       |           |                  | Grabenbagger                                      |
|                 | Renault 2087 0,8t (4x4)                   |                       |           |                  |                                                   |
|                 | EFA                                       | Amphibien-Fahrzeug    |           | 40               | Brücken- und Übersetzfahrzeug                     |
|                 | Unimog S 404 B                            |                       |           |                  |                                                   |
|                 | Zettelmeyer WD 3000                       |                       |           |                  | Radlader                                          |

## Motorräder
| Kurzbezeichnung | Bezeichnung          | Ladung/Besatzung                               | Baujahre  | Stückzahl gebaut | Bemerkung                                      |
| --------------- | -------------------- | ---------------------------------------------- | --------- | ---------------- | ---------------------------------------------- |
|                 | Gnome et Rhône AX II | Eigengewicht 316 kg Nutzlast 420 kg 3 Personen | 1937–1945 |                  | Motorradgespann auf Basis von Gnome et Rhône X |